# Gaetano Calabrò
Gaetano Calabrò (Napoli, 1926) è un filosofo italiano.

## Attività scientifica ed accademica
Il Professore G. Calabrò, nato nel 1926, consegue la laurea in Filosofia nella Facoltà di Lettere e Filosofia dell’Università di Napoli e compie il perfezionamento nell’Istituto italiano di Studi storici diretto da Federico Chabod.
Dal 1962 assistente ordinario alla cattedra di Filosofia morale nella Facoltà di Lettere e Filosofia dell’Università di Roma, nel 1965 consegue la libera docenza in Filosofia morale.
Dal 1965 al 1968 copre per incarico l’insegnamento di Storia della filosofia moderna e contemporanea nella Facoltà di Lettere dell’Università di Macerata; e dal 1968 al 1971 l’insegnamento di Filosofia del diritto nella Facoltà di Lettere e Filosofia dell’Università di Roma.
Vincitore del concorso a cattedra per Filosofia della storia nel 1971, nello stesso anno è chiamato nella Facoltà di Magistero dell’Università di Salerno quale titolare dell’insegnamento di Filosofia.
Successivamente è titolare della cattedra di Filosofia morale nella Facoltà di Lettere e Filosofia dell’Università di Roma dal 1974 al 1981; della cattedra di Filosofia della storia nella Facoltà di Scienze politiche dell’Università di Napoli dal 1981 al 1984; della cattedra di Filosofia politica nella Facoltà di Giurisprudenza della stessa Università nell’anno 1984-1985.
Chiamato nel 1985 dalla Facoltà di Scienze politiche dell’Università di Roma a coprire la cattedra di Filosofia politica, nel 1990 passa alla cattedra di Storia delle dottrine politiche che ricopre ininterrottamente fino al collocamento fuori ruolo (1998).
In questa Facoltà è direttore del Dipartimento di Studi politici per due trienni consecutivi a decorrere dal 1988, e coordinatore del Dottorato di ricerca in Storia delle dottrine politiche e Filosofia della politica dal 1995.
Per !a sua attività scientifica il Professore G. Calabrò rappresenta un’autorevole voce nel dibattito su taluni temi fondamentali del pensiero contemporaneo. Nel volume "La legge individuale", Napoli, Morano, 1963 – successiva edizione, con alcune aggiunte, Milano, Giuffré, 1997 - il rapporto tra legge e individualità, già dialetticamente presente nel Critone di Platone e ritornato all’attenzione degli studiosi negli anni Sessanta con particolare vivacità, viene visto nella prospettiva dell’eticità, espressione della legge universale. Anche alla luce delle posizioni di Kant, Hegel, Schopenhauer, Nietzsche, il conflitto tra le norme del mondo pubblico sociale, espressione dell’universale concreto, e la legge dell’individualità, incapace di riconoscersi in quelle norme di cui tuttavia deve tener conto, viene risolto da Calabrò nell’affermazione, densa di implicazioni etiche, che la legge morale individuale è movente dell’azione e come tale ha un valore positivo e costruttivo che si determina in relazione ad un ordine intrinseco all’individualità stessa.Il tema è ripreso nel saggio Etica e cultura moderna in Simmel, "La Cultura’’, 1969, pp. 206-237.
Nel quadro di una precisazione dei problemi teorico-conoscitivi relativi alla comprensione dei fenomeni storici, sono rilevanti il volume Dilthey e il diritto naturale, Napoli, Guida, 1968; e i saggi Dilthey e la "riabilitazione" della filosofia pratica, in Dilthey e il pensiero del Novecento, a cura di Franco Bianco, Milano, Franco Angeli, 1985, pp. 85-105; Dilthey e l’antropologia filosofica, in Wilhelm Dilthey. Critica della metafisica e ragione storica, a cura di Giuseppe Cacciatore e Giuseppe Cantillo, Bologna, Il Mulino, 1985, pp. 169-185, che si inseriscono nel clima di interesse suscitato nell’ultimo quarantennio dalla “riscoperta” del pensiero diltheyano. L’ampiezza degli interessi del Professore Calabrò è testimoniata anche dai saggi su Simmel, Croce e la Scuola di Francoforte raccolti in La società “fuori tutela”, Napoli, Guida, 1970; su Hegel, L’opera e l’eredità di Hegel, Roma-Bari, Laterza, 1974; su Capograssi, Capograssi e le filosofie della vita, Milano, Giuffré, 1976. L’adesione alla concezione della storia come scienza, già presente nei primi scritti, riappare nella prefazione e nella postfazione a Antologia vichiana, a cura di Antonio Corsano, Napoli, 1968; e nel saggio L’uomo nuovo di Vico, in Stato, autorità, libertà. Studi in onore di Mario d’Addio, Roma, Aracne, 1999, pp. 117-131. Qui la storicizzazione della ricerca storica, e perciò l’individuazione delle origini e degli sviluppi dei suoi aspetti fondamentali, è vista come caratteristica essenziale della Scienza nuova.Molto importanti e significativi sono anche gli studi dedicati alla figura di "Omodeo storico della civiltà" (Bibliopolis, 2006) e all'esperienza de "L'Acropoli", rivista di filosofia politica diretta appunto da Omodeo. Concorre infine a definire la personalità del Professore Calabrò il costante impegno nella didattica e nella formazione di giovani studiosi, sempre profuso con convinzione ed entusiasmo
Gaetano Calabrò è Professore Emerito in considerazione della sua lunga e proficua attività scientifica e accademica.
Il Professor Calabrò è stato più volte invitato in Rai, dove ha sostenuto interpretazioni filosofiche molto ardite di Cartesio, Croce, Gentile (
https://devnew-teche.rai.it/gaetano-calabro-pensiero-cartesio/ Archiviato l'8 febbraio 2023 in Internet Archive.). Tuttora il Professore Calabrò è attivamente impegnato in concreta attività di ricerca filosofica e storiografica.

## Il pensiero di Calabrò tra Machiavelli, il Risorgimento e il neo-idealismo Italiano
Un tributo assai importante dato dal Professore Calabrò nella storia del pensiero filosofico e politico italiano si pone secondo la Dottoressa Mitarotondo, docente di Filosofia politica presso l'Università degli studi "Aldo Moro" (Bari),  nella lettura del problema machiavelliano integrato all'interno di una autentica concezione filosofica dell'uomo e del mondo. Scrive la ricercatrice Mitarotondo in una sua significativa opera dedicata al tema che : ".....Gaetano Calabrò ha posto bene in risalto come [...] la nuova storiografia andasse alla ricerca di una chiave di lettura della realtà presente e passata, rivolgendo maggiore attenzione ai problemi politici pratici, valorizzando il nesso tra conoscenza e azione [...]. Si tratta di un orizzonte segnato dall'affermarsi del Nazionalismo che accresce l'interesse verso la tradizione civile italiana...Durante il Ventennio le forme di attualizzazione di Machiavelli risentono fortemente degli impulsi dell'ideologia nazionalista, a tal proposito bisogna ricordare che il Fascismo ereditò alcune acquisizioni della tradizione romantica inaugurata dal De Sanctis che, pur celebrando nella figura del Segretario fiorentino l'eroe del Risorgimento, lo affrancava dalle pesanti ipoteche moralistiche che su di lui gravavano fin dai tempi della Controriforma. [...] Attraverso Machiavelli, emblema di linea italiana di politica, Mussolini istituisce pertanto un solido rapporto di continuità con il passato; egli individua nel Segretario fiorentino il precedente più insigne di quella idea di Nazione che andava ad ancorarsi al primato della romanità, coerentemente con il progetto del fascismo di una propria eternità storica". Il Calabrò nel corso della sua ricerca decennale passa al setaccio la lettura machiavelliana di Gentile, Croce, Chabod, Russo, De Sanctis, Ercole ed Omodeo, per finire con gli inevitabili riflessi nel panorama internazionale, in particolare statunitense, sempre partendo dalla centralità della tradizione politica e civile italiana. Alla visione del mondo e alla Filosofia Politica del Cancelliere di Firenze Calabrò ha infatti dedicato un numero infinito di seminari interni per allievi e inoltre due fondamentali saggi: “Machiavelli in Italia tra le due guerre” (Milano 2003, poi pubblicato ancora in seconda edizione Napoli 2006), “La Nazione senza tragedia” (Napoli 2019) presentato nel gennaio 2023 anche in sede Rai Cultura sezione Filosofia.. Quest'ultimo saggio si può considerare una sintesi ideale pratica della ricerca noetica e storica di tanti anni del Prof. Calabrò; in tale direzione il Calabrò ha finito per fornire un valido contributo alla questione dell'anima nazionale italiana in relazione alle altre anime occidentali e a quella russa, sempre partendo dalla filosofia politica del Machiavelli. Nel saggio "Machiavelli in Italia tra le due guerre" largo spazio è dedicato, tra gli altri elementi, all'interpretazione machiavelliana di Francesco Ercole e di Giovanni Gentile su cui si è soffermata la stessa Mitarotondo; riguardo filosofia di Gentile il Professore Calabrò contesta la genericità del suo presunto hegelismo dato che "conviene non trascurare che Gentile è....uomo del Risorgimento, sensibile alle esigenze del moto culturale che aveva animato l'unificazione nazionale. Ha queste origini, unita a una religiosità profonda e costante, la forte polemica contro quella Chiesa romana che dal Cinquecento in poi aveva ostacolato lo spirito critico e il moto innovatore della cultura (....)".  Le stesse vedute del Gentile sulla primordiale manifestazione di immanentismo etico dell'uomo rinascimentale, derivato al filosofo dell'Attualismo dalla "filosofia nazionale" dello Spaventa ben più che dallo hegelismo, sono al centro dell'analisi, particolarmente ispirata, del Calabrò, che significativamente rimanda alla conferenza palermitana compiuta dal Gentile nel 1907 quando colloca nel Rinascimento non solo la scienza e la filosofia, ma anche la religione e la politica attiva e pragmatica; in altre parole la nuova filosofia e la nuova scienza si distinguono dalla fede non per porre questa al di sopra dell'uomo, in senso trascendentista, attribuendole il pregio della verità irraggiungibile; ma anzi per negarle qualsivoglia valore rispetto ai fini verso cui la filosofia si andava da allora indirizzando. G. Calabrò, di conseguenza, colloca Giordano Bruno, con la scelta della morte, quale simbolo di intransigenza filosofica ma, al tempo stesso, di assoluta - tollerante - concessione sul territorio della fede e la medesima "scienza" politica machiavelliana, che acquisisce così anche questa una profonda luce idealistica e immanentista, si contraddistingue come l'atto autentico di nascita del pensiero moderno occidentale e di una nuova epoca di carattere appunto immanentista ma non antireligioso o antispiritualista. Anzi tutt'altro. Scrive non a caso Calabrò che "...con la conferenza del 1907, diventata poi uno scritto dal titolo G. Bruno nella storia della cultura, il Gentile poneva ...le basi del suo pensiero filosofico-politico che, al di là certi accenni contingenti, sarebbero rimaste salde nelle sue opere maggiori", ben specificando che proprio da queste vedute teoriche non poteva non esser coinvolto, in primo luogo il pensiero politico immanentista del Machiavelli e la trasparenza ideale, intimamente religiosa e spiritualista, che Gentile avrebbe compiuto su di esso stesso.

## Opere principali
- La legge individuale, Napoli, Morano, 1963
- Dilthey e il diritto naturale,	Napoli, Morano, 1968
- La società "fuori tutela",	Napoli, Guida Editori, 1970
- Hegel 1820, Macerata, Quodlibet, 2004
- Machiavelli in Italia tra le due guerre, Ist. Italiano di Studi Filosofici, 2006
- Omodeo storico della civiltà, Napoli, Bibliopolis, 2006
- Storia e ragione politica: tra antico e moderno, Torino, Giappichelli, 2012
- L'Europa di Croce, Firenze, Le lettere, 2014
- La nazione senza tragedia: controversie vecchie e nuove, Napoli, Bibliopolis, 2019